# Juliane av Nassau-Dillenburg
Juliane av Nassau-Dillenburg, född 3 september 1587 i Dillenburg, död 15 februari 1643 i Rotenburg, lantgrevinna av Hessen-Kassel. Dotter till Johan VII av Nassau-Siegen och Magdalena av Waldeck. Gift 22 maj 1603 med lantgreve Moritz av Hessen-Kassel. 
Juliane lyckades förmå maken att gå med på att dela upp staten i mindre delar och skapa staterna Hessen-Rotenburg och Hessen-Eschwege åt deras yngre söner. Maken abdikerade 1627 och flyttade till Eschwege, och Juliane separerade från honom 1628 och bosatte sig 1629 med sina barn på slottet i Rotenburg.